# Dirk Trost

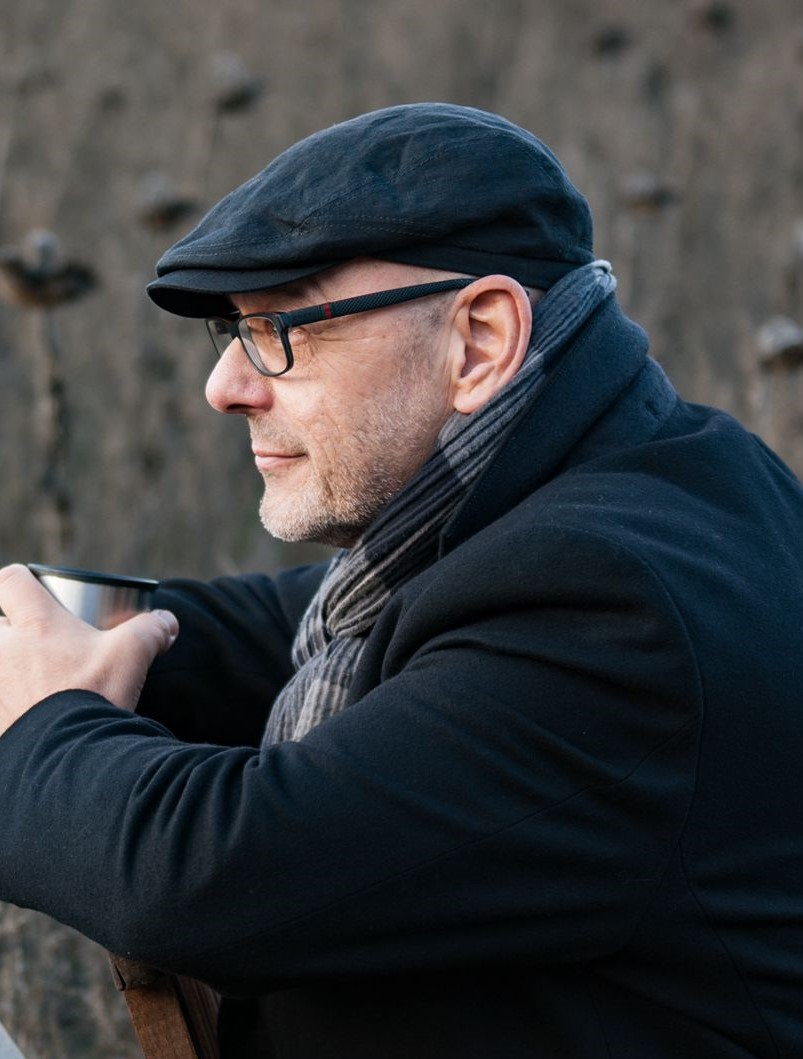
Dirk Trost (2022)

Dirk Trost (* 7. August 1957 in Duisburg) ist ein deutscher Autor.

## Leben
Dirk Trost war beruflich als Krankenpfleger und Physiotherapeut, dann als Fachpflegekraft für Intensivpflege und Anästhesie und später im Pflegemanagement als Pflegedirektor in der stationären Altenpflege und Leiter von Seniorenresidenzen tätig. Außerdem wirkte er als Unternehmensberater und Mentor für Führungs- und Leitungskräfte und schrieb für regionale Zeitungen. 2004 veröffentlichte er sein erstes Buch Verfahrensanweisungen für stationäre Pflegeeinrichtungen über das Qualitätsmanagement in der stationären Altenpflege.
2014 brachte Trost seinen ersten in Ostfriesland spielenden Krimi um Jan de Fries zuerst als Selbstpublikation mit dem Titel Granat für Greetsiel auf der Amazon-Publishing-Plattform heraus, wo die Serie seither unter dem Label Edition M erscheint. Der Hauptcharakter dieser Serie ist der pensionierte Anwalt Jan de Fries, der seinen ruhigen Lebensabend im eigens dafür gekauften Kapitänshaus auf Greetsiel verbringen möchte. In der Thyra-König-Reihe spielt Jans Tochter Thyra, eine investigative Journalistin, die Hauptrolle. Der erste Band dieser Reihe wurde auf der Buchplattform LovelyBooks von den Lesern in der Kategorie Krimi für den LovelyBooks Leserpreis 2021 nominiert. 2017 veröffentlichte er im Selbstverlag das Buch Tango in Lissabon; er selbst tanzt seit 2010 Tango Argentino.
Ehrenamtlich engagierte sich Trost beim Kältebus der Berliner Stadtmission und unterstützte diesen wie auch die Berliner Notübernachtungen der Diakonie durch Lesungen sowie Spenden wie zum Beispiel aus dem Verkauf des von ihm initiierten Tango-Kalenders 2015.
Trost ist seit 2014 mit der Maskenbildnerin Patricia Popow-Trost verheiratet.

## Veröffentlichungen (Auswahl)

### Sachbücher
- Verfahrensanweisungen für stationäre Pflegeeinrichtungen. Schlütersche, Hannover 2004, ISBN 978-3-89993-102-0.

### Krimis
Reihe Jan de Fries
1. Granat für Greetsiel. Edition M, 2014, ISBN 978-1-4778-2180-0.
2. 24/7 für Pilsum. Edition M, 2015, ISBN 978-1503947580.
3. Hundstage für Greetsiel. Edition M, 2016, ISBN 978-1-5039-3879-3.
4. Neuntöter für Greetsiel. Edition M, 2017, ISBN 978-1-5420-4870-5.
5. Pharisäer für Norddeich. Edition M, 2018, ISBN 978-1-5039-5428-1.
6. Freifall für Juist. Edition M, 2019, ISBN 978-2-919806-47-8.
7. Rauhnacht für Rhauderfehn. Edition M, 2020, ISBN 978-2-919808-48-9.
8. Rattenbrüder für Greetsiel. Edition M, 2021, ISBN 978-2-49670-656-7.
9. Tiefwasser für Nordstrand. Edition M, 2022, ISBN 978-2-496-70961-2.
10. Wasserschlag für Greetsiel. Edition M, 2023, ISBN 978-2-496-71390-9.
11. Emsfeuer für Pier 13. Edition M, 2024, ISBN 978-2-496-71592-7.
12. Seemansgrab für Norderney. Edition M, 2025, ISBN 978-2-496-71847-8.

Reihe Thyra König
1. Blutgold. Edition M, 2021, ISBN 978-2-49670-770-0.
2. Seelendämmerung. Edition M, 2022, ISBN 978-2-496-70964-3.
3. Erbschande. Edition M, 2023, ISBN 978-2-496-71392-3.
4. Unterwelten. Edition M, 2024, ISBN 978-2-496-71595-8.

### Roman
- Tango in Lissabon. Eigenverlag, 2017, ISBN 978-1521567593.